# Sabor de Mel (single)
Sabor de Mel é o primeiro single gravada pela cantora cristã brasileira Damares, registrada no álbum de Apocalipse, lançado em 8 de maio de 2008.
A canção, fez a cantora receber várias indicações ao Troféu Talento em 2009. Individualmente, Sabor de Mel foi indicada à música do ano, mas perdeu para "Faz um Milagre em Mim", de Regis Danese.
A canção foi regravada pela cantora no DVD A Minha Vitória Tem Sabor de Mel - Ao Vivo, gravado no dia 30 de maio de 2009 e lançado em 12 de setembro de 2009.
A canção, se tornou febre nas rádios do segmento.

## Faixa
| N.º            | Título                                                      | Compositor(es) | Duração |  |
| 1.             | "Sabor de Mel"                                              | Agailton Silva | 5:23    |  |
| 2.             | "Sabor de Mel" (A Minha Vitória Tem Sabor de Mel - Ao Vivo) | Agailton Silva | 5:19    |  |
| 3.             | "Sabor de Mel" (100 anos do Movimento Pentecostal)          | Agailton Silva | 3:40    |  |
| 4.             | "Sabor de Mel" (Ao Vivo em São Sebastião)                   | Agailton Silva | 5:19    |  |
| 5.             | "Sabor de Mel" (Remix)                                      | Agailton Silva | 6:06    |  |
| Duração total: | Duração total:                                              | Duração total: | 25:07   |  |

## Indicações e premiações

### Troféu Talento
| Ano           | Categoria      | Indicado | Resultado |
| ------------- | -------------- | -------- | --------- |
| 2009          |                |          |           |
| Música do Ano | "Sabor de Mel" | Indicado |           |